# Tigri-gebied

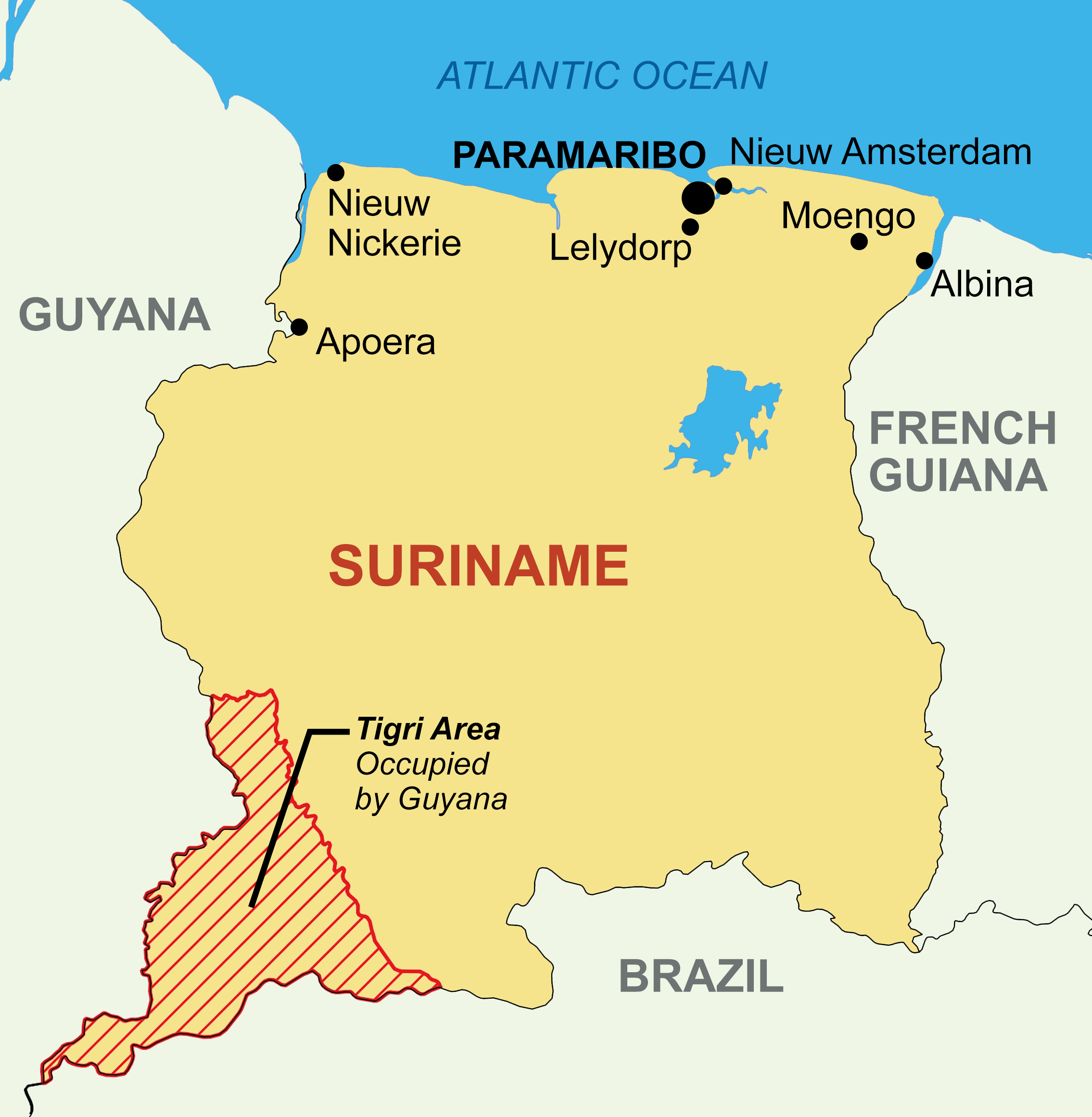
Het Tigri Gebied aangegeven op de kaart van Suriname

Het Tigri-gebied, in Guyana ook wel de New River Triangle, is een gebied dat zowel door Suriname als door Guyana wordt opgeëist. Het gaat om de zone tussen in het westen de Boven Corantijn (New River genoemd door Guyana) en in het oosten stroomafwaarts de Koetari en Coeroenie, tot aan de monding in de Corantijn, de grensrivier tussen Guyana en Suriname die uitmondt in de Atlantische Oceaan.
In 1969 bevond Suriname zich in in een instabiele periode. Het kabinet-Pengel II was ten val gekomen door onderwijsstakingen en politieagenten waren uit dit gebied gehaald om in Paramaribo bijstand te verlenen. Het land werd enkele maanden geleid door het interim zakenkabinet-May. Guyana maakte gebruik van de crisis in Suriname door het Tigri-gebied militair binnen te vallen. Het wordt sindsdien vanuit Guyana bestuurd. In 1971 hebben premier Jules Sedney en zijn Guyanese ambtsgenoot Forbes Burnham vergeefse onderhandelingen gevoerd in Trinidad. Ze kwamen overeen dat het gebied gedemilitariseerd zou worden, maar die afspraak is Guyana niet nagekomen. In Suriname wordt het gebied beschouwd als deel van het Coeroenie-ressort in het district Sipaliwini, terwijl het voor Guyana behoort tot de regio East Berbice-Corentyne. Het gebied wordt sinds 1871 betwist door Suriname en Guyana.

## Geschiedenis
Het Engels-Nederlandse verdrag van 1814 legde de grens tussen Brits-Guyana en Suriname vast als de Corantijn. Het verdrag is door beide partijen ondertekend en geratificeerd. Robert Schomburgk onderzocht de grenzen van Brits-Guyana in 1840. Hij nam de rivier Corantijn als grens en zeilde naar de Kutari, waar hij de bron ervan achtte, om de grens af te bakenen. In 1871 ontdekte Charles Barrington Brown echter de Boven Corantijn of New River, de bron van de Corantijn. Zo ontstond het geschil over het Tigri-gebied of de New River Triangle.